# Brigada de Caballería SS

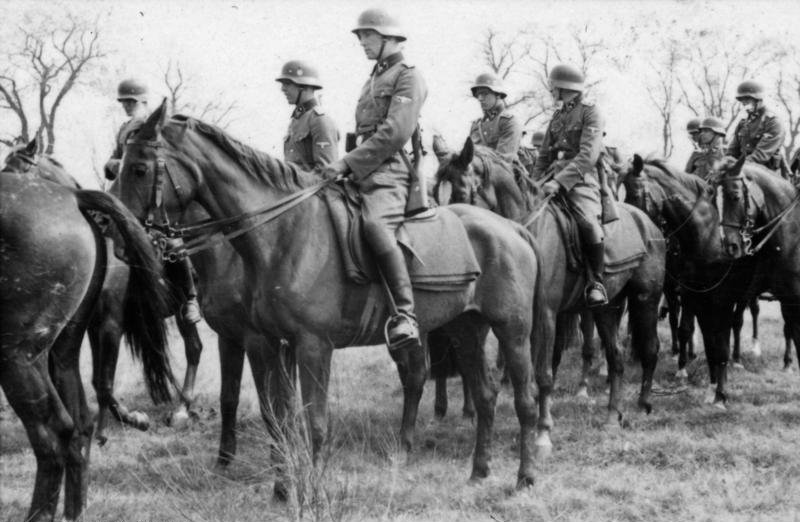
Brigada de Caballería SS de las Waffen-SS, septiembre de 1941.

SS (en alemán: SS-Kavallerie-Brigade) fue una unidad de las Waffen-SS alemanas durante la Segunda Guerra Mundial. Operaba bajo el control del Kommandostab Reichsführer-SS, e inicialmente realizó tareas de seguridad en la Polonia ocupada por los alemanes. Durante la invasión de la Unión Soviética, la brigada operó en la retaguardia de las fuerzas alemanas, en el Mando de la Zona de Retaguardia del Grupo de Ejércitos. Se comprometió a combatir a las unidades del Ejército Rojo y asesinó a judíos, comunistas y los llamados partidarios. En 1942, la brigada se disolvió y su personal se transfirió a la recién formada 8.ª División de Caballería SS Florian Geyer.

## Formación
La Brigada de Caballería SS se basó en el Regimiento de Caballería Totenkopf SS, que se creó en septiembre de 1939, para tareas de policía y seguridad en Polonia, bajo el mando de Hermann Fegelein. Para abril de 1940, consistía en 8 escuadrones de sable, un 9.º de reemplazo, un 10.º escuadrón pesado y un 11.º escuadrón técnico y un 12.ª batería de caballos de cuatro cañones de 80 mm. En mayo, se dividió en dos regimientos, el Regimiento de Caballería SS Totenkopf 1 y 2, cada uno de los cuatro escuadrones, el 5.º Pesado y el 6.º Batería de caballería también estaban incluidos uno de Ingenieros y pelotones motorizados.
En marzo de 1941, pasaron a llamarse Regalías de Caballería SS 1 y 2 y se reformaron nuevamente en 1.º, 2.º y 3.º Escuadrones de sables, 4.º (Ametralladora), 5.º (morteros y infantería), 6.º (Técnico), 7.º (Bicicleta) y 8.º ( Batería de caballo) escuadrones. A principios de agosto de 1941, Himmler ordenó que se formara la Brigada de Caballería SS bajo el mando de Hermann Fegelein de los regimientos de caballería de las SS primera y segunda. El personal fue sacado de los escuadrones de sable para formar los Escuadrones de Artillería, Ingenieros y Bicicletas (Reconocimiento) de la brigada. También se les dio una batería ligera antiaérea. La brigada ahora tenía una fuerza de 3.500 hombres, 2.900 caballos y 375 vehículos.

## Unión Soviética
Después de la invasión alemana de la Unión Soviética (Operación Barbarroja), los regimientos de caballería de las SS, junto con la 1.ª Brigada de Infantería SS, fueron asignados a "pacificar" lo que se consideraba como los principales puntos problemáticos en los territorios ocupados. El 19 de julio de 1941, los regimientos de caballería de las SS fueron transferidos al mando general del SS- und Polizeiführer, Erich von dem Bach-Zelewski, para la acción en el área de las marismas de Pinsk, una gran área de tierra que cubría partes de Bielorrusia y el norte de Ucrania. A partir de entonces, los regimientos se combinaron para convertirse en la Brigada de Caballería SS. Se les ordenó realizar el "peinado sistemático de los pantanos de Pripyat". Se asignó a la Brigada de Caballería SS porque era más móvil y estaba mejor capacitada para realizar operaciones a gran escala; La brigada desempeñó un papel fundamental en la transición del "asesinato en masa selectivo" al exterminio total de la población judía de la parte ocupada de la Unión Soviética.
Para el 1 de agosto, el Regimiento de Caballería SS era responsable de la muerte de 800 personas; Cinco días después, el 6 de agosto, este total había alcanzado los 3.000 "judíos y partisanos". También el 1 de agosto, después de una reunión entre Heinrich Himmler, Erich von Bach-Zelewski y Hinrich Lohse, la brigada recibió lo siguiente: "Orden explícita del Reichsführer-SS: todos los judíos deben ser fusilados. Lleve a los judíos a los pantanos". Gustav Lombard, al recibir la orden, advirtió a su batallón que: "En el futuro, ningún judío varón permanecerá vivo ni una familia en las aldeas".
A lo largo de las próximas semanas, los miembros del 1.º Regimiento de Caballería SS, bajo el mando de Lombard, asesinaron a unos 11,000 judíos y más de 400 soldados dispersos del Ejército Rojo. El Sturmbannführer Franz Magill y sus hombres del 2.º Regimiento de Caballería SS, asistieron en la detención de todos los hombres de 18 a 55 años en la ciudad de Pinsk, donde entre 5.000 y 8.000 hombres recibieron disparos y poco después, otros 2.000 residentes, entre ellos mujeres, niños y hombres mayores fueron asesinados. El informe final de Fegelein sobre la operación, fechado el 18 de septiembre de 1941, afirma que mataron a 14.178 judíos, 1.001 partisanos y 699 soldados del Ejército Rojo, con 17 muertos, 36 heridos y 3 desaparecidos. El historiador Henning Pieper estima que el número real de judíos asesinados fue más cercano a 23.700.

El general de infantería Max von Schenckendorff, comandante del Grupo de Ejércitos Centro, describió sus operaciones de la siguiente manera:
La brigada de caballería de las SS funciona de la siguiente manera: al amanecer, sin reconocimiento previo, la tropa encargada de la inspección de un poblado se adentra en él a toda velocidad y, por el otro extremo, ocupa los bordes exteriores del poblado de manera rápida, de acuerdo con un plan acordado, y luego reúne a toda la población, incluidos mujeres y niños, para la inspección. En muchos casos, la habilidad y la experiencia del oficial al mando, y también de los grupos SD y GFP acompañantes junto con sus intérpretes, decidirán la composición de los habitantes masculinos y su ocupación, así como su destino, de modo que el área está exenta de oposición y pacificada.
Después del contraataque soviético en enero de 1942, la única gran formación que aún no se había cometido fue la Brigada de Caballería SS. Lanzando un ataque el 7 de enero, también se vio obligado a retroceder después de solo un día de combate cuando se había quedado sin municiones. Uno de sus batallones también reportó 75% de bajas cuando luchaba en los bosques al norte de Rzhev. Se descubrió que la Brigada no estaba equipada y no estaba preparada o entrenada para enfrentarse a las unidades blindadas soviéticas.
En marzo de 1942, la Brigada de Caballería SS fue utilizada como el cuadro en la formación de la 8.ª División de Caballería SS Florian Geyer.